# Kingdom Hearts
 Der er for få eller ingen kildehenvisninger i denne artikel, hvilket er et problem. Du kan hjælpe ved at angive troværdige kilder til de påstande, som fremføres i artiklen.

Kingdom Hearts er et RPG-spil i actiongenren udviklet og udgivet af Square Enix i 2002 til PlayStation 2. Spillet er et resultat af samarbejdet mellem Square Enix og Walt Disney Company. Derfor kombinerer det figurer og steder fra Disney-universet og figurer fra Final Fantasy-spilserien, hvor sidstnævnte også er ejet af Square Enix.
Historien følger Sora, en ung dreng, der bliver kastet ud i en kamp mod det onde. Han bliver fulgt af Fedtmule og Anders And, som jo er klassiske Disney-figurer og som hjælper ham på hans mission. Sora kommer til mange Disney-verdener, bl.a. Den Lille Havfrue, Aladdin, Tarzan, og mange flere.
Spillets stemmer er indtalt af mange berømte skuespillere, og mange af de klassiske Disney-stemmer kan høres på figurerne. Kingdom Hearts var også det første spil, som Square Enix' figurdesigner Tetsuya Nomuras instruerede.
Spillet har modtaget mange priser som årets bedste videospil. Siden spillets udgivelse har det solgt over 5,6 mio. kopier hele verden over.

## Figurer
Eftersom Kingdom Hearts kom af et samarbejde mellem Square Enix og Disney, indeholder det en række kendte Disney- og Final Fantasy-figurer, samt en række nye figurer designet af Tetsuya Nomura. Den primære hovedperson i spillet er Sora, der er udvalgt til at bære Keyblade, et sværdlignende våben der kan bekæmpe Heartless. Med sig har han sine to venner Kairi og Riku. Størstedelen af spillet følges Sora dog med Anders And og Fedtmule, der var blevet sendt ud for at finde Keyblade. Sammen hjælpes de tre ad i deres søgen efter kong Mickey Mouse, Kairi, og Riku.
Spillets skurk er Ansem der søger efter viden og magt ved hjælp af de ondskabsfulde Heartless. Heartless, hjerter der er blevet overtaget af ondskab, optræder som den primære fjende gennem det meste af spillet, og forekommer i mange varianter.

## Verdener
Square Enix's Kingdom Hearts-serie finder sted i et unavngivet ydre rum, hvori utallige isolerede verdener ligger. Mange af disse verdener er baseret på Disney-tegnefilm, nogle er baseret på rigtige film. Soras første rejse tager ham igennem hver verden for at låse deres Keyhole og forhindre Heartless'ene i at ødelægge dem. På hans rejse gennem Oblivion Castle i Kingdom Hearts: Chain of Memories mister han sine minder om disse verdener, men det hele ender godt med, at han får dem igen. I Kingdom Hearts II hjælper Sora indbyggerne i disse verdener igen, i sin søgen efter hans ven, Riku. Disse verdener er besøgt via The Gummi Ship.
I det fiktive univers i Kingdom Hearts-serien, består mennesker/væsener af tre dele: kroppen, sjælen og hjertet. Kroppen er et hylster for hjertet og sjælen, og sjælen giver liv. Hjertet giver mennesket/væsenet følelser, godhed, lys, ondskab og mørke. Verdener har også hjerter, der alle er skabt fra Kingdom Hearts. Mennesker/væsener er forskruede når mørke tager deres hjerter, det producere en Heartless, og nogle gange en Nobody fra kroppens tomme hylster og sjælen. Heartless opfører sig som styrker af ondskab og mørke, som søger efter flere hjerter at opsuge, inklusiv verdenernes hjerter.
Verdenerne er beskyttet af selvtænkende, usynlige skjolde. Når et hjerte fra en verden er åbnet, går skjoldet i stykker, og stykkerne bliver til meteorstimer. Fragmenter fra skjoldet er blevet bygget til The Gummi Ship, det tillader at rejse mellem verdenerne. Den anden metode til at rejse mellem verdenerne er Corridors of Darkness, interdimensionelle stier som også leder brugeren af disse stier til ondskaben og mørket.

### Destiny Islands
Destiny Islands er præsenteret i alle tre spil. De er en original verden der kun findes i Kingdom Hearts-universet. Det er hvor Sora, Riku, Kairi, og deres venner Tidus, Wakka, og Selphie voksede op.
Øerne er en stor øgruppe der består af mange faste landmasser, den mindste er der hvor børnene leger. Øen hvor Sora og hans venner leger er så tæt på hovedøerne, at man kan sejle derud i en lille båd. Her kommer Sora og hans venner væk fra de voksne og nyder solskinnet hele dagen. Øens Keyhole er at finde i en lille hule som Riku opdagede som barn. Hovedøen består af en normal by med en skole. En overtro på øen siger at hvis to mennesker deler en Paopu-frugt, bliver deres skæbner bundet sammen.
Verdenen bliver fyldt med mørke og ondskab i starten af Kingdom Hearts, men bliver genopbygget efter døren til Kingdom Hearts bliver lukket.

### Disney Castle
Disney Castle er hjemmet for mange af de klassisk Disneyfigurer, inklusiv Mickey Mouse, Anders And og Fedtmule. Slottet er baseret på forskellige slotte gennem Disneys historie, blandt andet slottet i Disneys logo og Torneroses slot. Disney slottet er kun spilbart i Kingdom Hearts II.
Disney Slottet er et fredfyldt kongerige styret at King Mickey, en viis og rar konge, og hans dronning, Minnie Mouse. Uheldigvis for kongeriget har King Mickey være på mission i mere end et år, og han forladte slottet uden en advarsel om Heartless. Livet går videre under ledelse af Queen Minnie og hendes hofdame Andersine. Deres verden er under beskyttelse af The Cornerstone of Light, et magisk artefakt. I hallen hvor stenen står, er der i Final Mix+ en portal der leder til en udfordring mod Terra, også kendt som Remaining Sentiment og Engimatic Solider.

### Timeless River
Baseret på Steamboat Willie og andre gamle Disney figurer fra den tid. Timeless River er Disney Castle i fortiden, kort før slottet blev bygget. Man kan komme til denne verden igennem en dør, som Merlin har lavet i The Hall of the Cornerstone kammer i Kingdom Hearts II.
Verdenen har mange tilbagefald, såsom meget dårlig lydkvalitet, for at kunne imitere de gamle tegnefilm. Det hele er lavet i sort/hvid, og Sora er blevet forenklet til en gammeldags, japansk tegneseriefigur, mens Goofy og Donald er deres originale design, fra deres første tegneserie. Fortidige versioner af mange andre Disney figurer er der også, inklusive Pete og King Mickey, hvor Pete er "Boat-boy King", som refererer til hans gamle dampskib.

### Traverse Town
Traverse Town er en by der kun optræder i Kingdom Hearts som hovedkvarter for Sora igennem hele hans rejse. Byens arkitektur er inspireret af victoriansk, gotisk stil, der var meget populær i det 19. århundredes England. Midt om natten blev Traverse Town skabt af rester fra andre verdener, ødelagt af Heartless. Byen er hjem for alle de mennesker der nåede at flygte før deres verden blev ødelagt.
Traverse Town er opdelt i tre separate distrikter. Det første distrikt er hovedsageligt beboet med Heartless og huse med Synthesis- og Accessory-butikker, såsom en Gummi Item-butik. Der er også en kaffebar og en postkasse. Traverse Towns udgang er også placeret her. Det andet distrikt består af et klokketårn, en Gizmo-butik, og et lille hotel. Denne verdens Keyhole er placeret under springvandet i dette distrikt. Der er også en indgang til Dalmatinernes hus. Det tredje distrikt er en plads, overtaget af Heartless. Dette distrikt leder til en bevogtet alkove hvor Merlin bor. Det er også her Leon og hans allierede har deres skjulested.

## De hemmelige slutninger

### Gathering
Han står først i portrætposition, da hans venner Aqua og Ven kommer. De går hen til tre Keyblades. (Soras Kingdom Key, Rikus Way to Dawn og Mickeys.) De tager hver en og det viser sig at de står midt på en skillevej af Keyblades, de vender sig om mod en skygge som går imod dem, mens ord som Xehanorts hukommelse og Keyblade krigen flyver rundt, til sidst står der "Det hele begyndte med." "Birth By Sleep."

### Birth By Sleep
Skyggen viser sig at være en gammel skaldet mand. Mens han går mod ridderne påkalder han sin lærling Vanitas. Ven skal til at løbe mod dem, men bliver stoppet af Terra som selv løber mod dem og skal til at angribe, da den gamle mand kalder en klippe op fra jorden, og stopper Terra. Manden selv står nu på en anden klippe han skabte, og samler alle nøglerne på jorden sammen til en storm.
Vanitas ses slås med Aqua, nøglestormen kommer frem og Vanitas hopper op på den og skyder istorm mod Aqua, som laver en salto, og flyver mod Vanitas og skyder torden mod ham. Samtidig flyver nøglestormen ind i klippen hvor Terra var, og han falder ned ad klippen, bruger sin keyblade til at bremse faldet ved at stikke den ind i klippen, som brækker af efter stødet med nøglestormen, som dukker op fra jorden der hvor Aqua stod. Hun bliver slynget op i luften og falder ned, mens stormen flyver direkte ind i Terra, Aqua lander på jorden med et hårdt slag, Ven kommer løbende til undsætning.
Aqua's hjelm er smadret, man kan se blåt hår, og hun rejser sig op og skyder en stråle op mod Terra, for at skabe et skjold rundt om ham. Skjoldet virker, man får et nærbillede af den gamle mand og derefter af Aqua som ser bekymret ud. Ven løber pludselig af sted.
Nøglerne om Terra forsvinder men han falder selv ned, og lander lige ved den gamle mand. Han drøner imod ham, og angriber, men manden vender sig om og parerer angrebet med en anden keyblade. Manden skubber Terra væk ved at kaste is mod ham. Terras arm er helt forfrossen. Manden lægger klar til angreb. Ven kommer angribende bagfra, men manden forsvinder, og griber derefter Vens hoved. Terra opdager at manden vil fryse Ven, så han løber til undsætning.
Da kommer nøglestormen igen, og skubber Terra ud over kanten. Vanitas står nu ved mandens side.
Nøglerne slår til Terra mens han falder, Aqua er nu kommet til kræfter og rejser sig op da hun ser Ven fanget, hendes ansigt viser et skrækleligt chok.
Noget af Vens hjelm er knust og man kan se et blåt øje, og inde i det kan man se Aqua. Ven er nu ikke andet end en istap, og manden smider ham ud over klippen, på vej ned støder han ind i klippen flere gange og hans Keyblade knuses mod den. Han lander på jorden og glider ind i Aqua, som kigger bedrøvet på Vens ansigt (som minder om Roxas), hans øjne bevæger sig stadig. Den gamle mands Keyblade bliver forvandlet til en magikugle. Han sender en stråle fra den op i himmelen, de mørke skyer forsvinder, og en blå solstråle rammer jorden.
Aqua kigger undrende mod himmelen, Kingdom Hearts kommer frem, manden smiler skummelt.
Nede på jorden rejser Terra sig mens ordene "Sandhedens forseglede historie" kommer frem, Terra smider hjelmen, og vender sit hoved vredt op mod himmelen mens kameraet zoomer ind på hans øjne, ordene Kingdom Hearts kommer frem. Langt derfra kommer en fod frem og ordene "Tilfælde findes ikke i skæbnen" kommer frem, King Mickey står der med Keybladen Star Seeker og frem kommer ordene "Alle skæbner er blevet sat." og "Efter lang tid, er hver skæbne..." skærmen bliver sort og de sidste ord dukker frem "Vil vente på begyndelsen af et nyt eventyr."